# パパダイスケ
パパダイスケ（生年月日非公表）は、日本の男性 レコーディング・エンジニア、作曲家、編曲家、音楽プロデューサー、マルチプレイヤー。本名は村川大介。大阪府大阪市出身。

## 概要
立命館大学卒業後、プロのギタリストを目指していたが、レコーディング・エンジニアに転向。その後、音楽プロデューサーとして有山じゅんじ、ネーネーズ、ブギー・マンなどのレコーディングに参加。1995年にはネーネーズのアルバム『なーらび』でプロ音楽録音賞を受賞した。
1998年からは花*花のプロデュースを担当し、シングル「あ〜よかった」、「さよなら 大好きな人」、アルバム『2 souls』が各種50万枚以上の売り上げを記録した。他に、大西ユカリと新世界、少年ナイフ、高田志麻など、数多くのアーティストの作品を手掛ける。
また、CMソングでも活躍中で、2001年から2002年にかけてCD化され、90万枚を超える大ヒットとなった任天堂のCMソング「愛のうた〜ピクミンのテーマ〜」でのサウンドプロデュースを始め、「ミズノ」、「シャープ」、「イズミヤ」、「丸大食品」、「大阪ガス」、「積水ハウス」、「アサヒビール」、「東リ」、「キリン・シーグラム」などがある。

## 提供楽曲
- ブギー・マン
  - Kids（共編曲）
  - TRUE TRUE LOVE（共編曲）
- Y.S.P.オールスターズ
  - ECSTASY（編曲）
- 花*花
  - 〜こたつと毛ガニの巻〜（共編曲）
  - あなたに逢いにゆきましょう（共編曲）
  - アドバイザー（共編曲）
  - CATCHPHONE（共編曲）
  - 雨の雫（共編曲）
  - 空の青（共編曲）
  - 赤い自転車（共編曲）
  - あ〜よかった（共編曲）
  - 植物園北門前（共編曲）
  - 月（共編曲）
  - パンダ（共編曲）
  - おやすみのうた（共編曲）
  - ずっと一緒に（編曲）
  - HEART（編曲）
  - あ〜よかった -setagaya mix-（編曲）
  - ひまわりの花（編曲）
  - さよなら 大好きな人（編曲）
  - 愛する人よ（編曲）
  - あくび（編曲）
  - 祈り（編曲）
  - 奇跡の裏側（編曲）
  - 中途半端な恋（編曲）
  - ふたつのてのひら（編曲）
  - 1ばんほしかったもの（編曲）
  - ハナムケノハナタバ（編曲）
  - 秘密基地（編曲）
  - やっぱり!（編曲）
  - あなたへ…（編曲）
  - 愛を少し語ろう（編曲）
  - ばんそうこう1枚（編曲）
  - 恋が育った休日（編曲）
  - 幸せのうた（編曲）
  - 1人（編曲）
  - スープ（編曲）
  - 涙のチカラ（編曲）
  - 晴れた夜 雨の午後（編曲）
  - LONELY GIRL（編曲）
  - ポロポロ（編曲）
  - カプチーノ（編曲）
  - ベクトル（編曲）
  - 電話で話そう（編曲）
  - こころのこり（編曲）
  - 夜香梅（編曲）
  - POLAROID（編曲）
  - 蜩（編曲）
  - 宝物（編曲）
  - おうちへ帰ろう〜Take Me Home Country Roads（編曲）
  - 風鈴（編曲）
- ストロベリー・フラワー
  - 愛のうた（編曲）
  - 涙があふれた（編曲）
- エミコ・ブルー
  - 土曜の夜何かが起きる（編曲）
  - 涙のかわくまで（編曲）
  - 夜と朝のあいだに（編曲）
  - 経験（編曲）
  - ざんげの値打ちもない（編曲）
- 大西ユカリと新世界
  - レッドdeハッスル（作曲）
- やなわらばー
  - 変わらぬ「青」（編曲）
  - 月明かり（編曲）
  - ゆっくりおやすみ（編曲）
  - ありの歌（編曲）
- メロキュア
  - birthday girl（編曲）
- ユハラユキ
  - 歩（編曲）
- 杏里
  - 夜空ノムコウ（編曲）
  - 優しい雨（編曲）
  - 探偵物語（編曲）
  - 悲しみがとまらない（編曲）
  - Love is all〜愛を聴かせて〜（編曲）
  - 雨音はショパンの調べ（編曲）
  - 聖母たちのララバイ（編曲）
  - 初恋（編曲）
  - もう恋なんてしない（編曲）
  - ラブ・ストーリーは突然に（編曲）
  - 桜（編曲）
  - 抱きしめたい（編曲）
  - 恋（編曲）
- JULEPS
  - 皆既日蝕（共作曲、編曲）
- いけだ一紗
  - 初恋（共作曲）